# Belaturricula gaini
Belaturricula gaini é uma espécie de gastrópode do gênero Belaturricula, pertencente a família Borsoniidae.